# 双椭圆转移

从星球低轨（蓝色）到高轨（红色）的双椭圆转移。在1处的切向加速会使航天器轨迹变为绿色的半椭圆。2 处的切向加速使轨迹变为橙色的半椭圆。3 处的切向减速使航天器到达目标轨道

在航天科学中，双椭圆转移是一种将航天器从一个轨道移动到另一个轨道的轨道机动，在某些情况下，消耗的ΔV（速度变化量，用以衡量一个航天器的机动能力）可能比霍曼转移更少。
双椭圆转移的轨迹由两个半椭圆组成。航天器在初始轨道的第一次加速会将航天器推进到第一个转移轨道，该轨道的远拱点（距离星球中心最远的点）为{\displaystyle r_{b}}。当航天器到达该点时，进行第二次加速，让轨道的近拱点抬升到目标轨道。航天器到达近拱点后，开始减速（大氣減速或點火），降低远拱点，最终到达目标轨道。
虽然这种转移方法和霍曼转移相比，需要更多的发动机点火次数，并且通常需要更长的时间，但是当最终轨道与初始轨道的半长轴长度之比大于等于 11.94 时，如果所选择的中间轨道的远点适当，则双椭圆转移需要的总ΔV比霍曼转移要低。
双椭圆转移轨道的思路由阿里·斯滕菲尔德于1934年提出。

## 计算

### ΔV

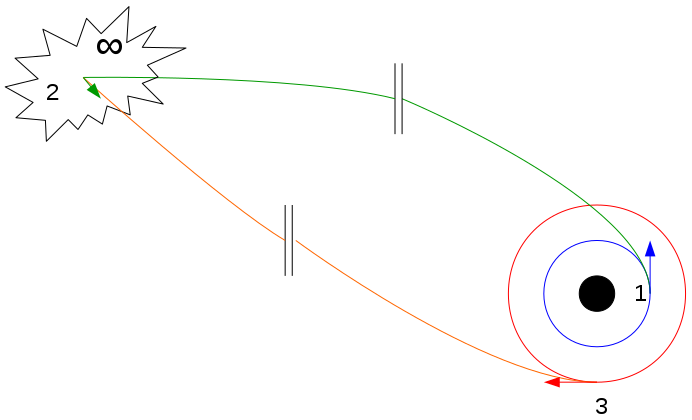
从圆形低轨（深蓝色）到圆形高轨（红色）的双抛物线转移

双椭圆转移的三次机动所需的速度变化量可以直接由活力公式得到：
其中
- {\displaystyle v}为轨道物体（航天器）的速度，
- {\displaystyle \mu =GM}为星体的标准重力参数，
- {\displaystyle r}为轨道物体与星体的距离，即轨道半径，
- {\displaystyle a}为当前轨道的半长轴。

然后，定义
- {\displaystyle r_{1}}为初始圆轨道的半径，
- {\displaystyle r_{2}}为最终圆轨道的半径，
- {\displaystyle r_{b}}为两个椭圆转移轨道的公共远拱点半径，是机动的自由参数，
- {\displaystyle a_{1}}和{\displaystyle a_{2}}是两个椭圆转移轨道的半长轴，由下式计算得出：{\displaystyle a_{1}={\frac {r_{1}+r_{b}}{2}}}，{\displaystyle a_{2}={\frac {r_{2}+r_{b}}{2}}}。

从半径为{\displaystyle r_{1}} 的初始圆轨道开始（右图中深蓝色圆圈），切向加速（图中标记 1）使航天器进入第一个椭圆转移轨道（浅绿色半椭圆）。这次加速所需的ΔV的大小是
第一个转移轨道的远拱点抵达之后（此时据星球中心距离为{\displaystyle r_{b}}），第二次切向加速（标记 2）提升轨道的近拱点，使其与目标轨道的半径相匹配，让航天器进入第二个椭圆轨道（橙色半椭圆）。第二次切向加速所需的ΔV的大小为
最后，航天器到达轨道近拱点（与星球中心距离为{\displaystyle r_{2}}）后，切向减速（标记 3）圆化轨道，进入目标轨道（红色圆圈）。最后的切向减速需要的ΔV的大小为
如果{\displaystyle r_{b}=r_{2}}，转移将退化为霍曼转移（在这种情况下{\displaystyle \Delta v_{3}}为零）。因此，双椭圆转移是一类更一般的轨道转移，霍曼转移是一种仅需两次机动的特殊情况。
可以通过假设{\displaystyle r_{b}=\infty }来计算最多能节省多少{\displaystyle \Delta v}，此时总{\displaystyle \Delta v}为{\displaystyle {\sqrt {\mu /r_{1}}}\left({\sqrt {2}}-1\right)\left(1+{\sqrt {r_{1}/r_{2}}}\right)}。这种转移也被称为双抛物线转移，因为两个转移轨道不再是椭圆而是抛物线，转移时间也增加到无穷大。

### 转移时间
与霍曼转移相同，双椭圆转移中使用的两个转移轨道恰好都是半椭圆。这意味着两次转移的所需时间都是整个椭圆转移轨道周期的一半。
使用轨道周期方程和上面的符号定义，
总转移时间{\displaystyle t}是两个半椭圆轨道所需时间的总和，所以：

## 与霍曼转移的比较

### ΔV方面

霍曼转移（粗黑色曲线）双椭圆转移（彩色曲线）所需的ΔV，横轴为目标轨道和初始轨道半径之比

图中显示了两种转移方法从半径为{\displaystyle r_{1}}的圆形轨道转移到另一个半径为{\displaystyle r_{2}}的圆形轨道所需的总{\displaystyle \Delta v}。纵轴为{\displaystyle \Delta v/v_{1}}，即用{\displaystyle v_{1}}归一化{\displaystyle \Delta v}；横轴为为最终轨道和初始轨道的半径之比，{\displaystyle R\equiv r_{2}/r_{1}}。这样处理的目的是使各种转移方式比较具有一般性（即不依赖于具体的{\displaystyle r_{1}}、{\displaystyle r_{2}}、{\displaystyle \Delta v}和{\displaystyle v_{1}}，仅与它们的比率有关）。
粗黑曲线表示霍曼转移的所需{\displaystyle \Delta v}，而较细的彩色曲线对应于具有不同参数{\displaystyle \alpha }的双椭圆转移，其中{\displaystyle \alpha \equiv r_{b}/r_{1}}，为中间轨道远点半径{\displaystyle r_{b}}和初始轨道的半径之比，并在曲线旁边标出。图中突出了双椭圆转移的曲线第一次与霍曼转移的曲线相交的区域。
可以看到，如果半径之比{\displaystyle R}小于 11.94，霍曼转移更加有效率。另一方面，如果最终轨道的半径比初始轨道的半径大 15.58 倍以上，那么任何双椭圆转移，无论其远点半径是多少，只要它大于最终轨道的半径，就比霍曼转移需要更少的{\displaystyle \Delta v}。比值在 11.94 和 15.58 之间时，哪个转移方式更好取决于远点距离{\displaystyle r_{b}}。对于在这个范围内的{\displaystyle R}，存在一个值，{\displaystyle r_{b}}高于它时双椭圆转移更加优越，低于它时霍曼转移是更好的。下表列出每個情況下，有哪些{\displaystyle \alpha \equiv r_{b}/r_{1}}，使双椭圆转移優於霍曼转移。 
| 半径比 {\displaystyle {\frac {r_{2}}{r_{1}}}} | 最小的{\displaystyle \alpha \equiv {\frac {r_{b}}{r_{1}}}} | 注释                   |
| --------------------------------------------- | ---------------------------------------------------------- | ---------------------- |
| <11.94                                        | 不適用                                                     | 霍曼转移更加有效       |
| 11.94                                         | {\displaystyle \infty }                                    | 相当于双抛物线转移     |
| 12                                            | 815.81                                                     |                        |
| 13                                            | 48.90                                                      |                        |
| 14                                            | 26.10                                                      |                        |
| 15                                            | 18.19                                                      |                        |
| 15.58                                         | 15.58                                                      |                        |
| >15.58                                        | {\displaystyle >{\frac {r_{2}}{r_{1}}}}                    | 任何双椭圆转移都更有效 |

### 转移时间
双椭圆转移所需要的更长转移时间
{\displaystyle t=\pi {\sqrt {\frac {a_{1}^{3}}{\mu }}}+\pi {\sqrt {\frac {a_{2}^{3}}{\mu }}}}
是这种转移方式的主要缺点。对于双抛物线转移的极限情况，所需时间甚至变为无穷大。
霍曼转移花费的时间不到一半，因为它的转移轨道只有一个半椭圆，更准确的计算为
{\displaystyle t=\pi {\sqrt {\frac {a^{3}}{\mu }}}}。

### 组合机动的多功能性
虽然双椭圆转移在半径之比有限制的情况下，比霍曼转移更加节省ΔV，但节省的幅度相当小，双椭圆转移与一些其他的机动组合起来更加有优势。
在远点时，航天器的轨道速度较低，并可以以较小的ΔV成本实现近点的显著变化。同时，也可以以较小的ΔV变化轨道倾角。在远点将两种操作组合起来，比先改变半径再改变倾角的方式，显著地节省ΔV。
同样地，若想将轨道近点降入行星的大气层，以进行大气制动，减小速度，在远点也只需很小的ΔV，但之後可以用大气的“免费”阻力来降低远点；尽管事後要增加一次额外的机动，将近点重新抬离大气层，但在某些条件下，这樣的开销可能遠低於简单地用類似霍曼转移的方式降低轨道半径。

## 样例
从半径为r0 = 6700 km的圆形近地轨道转移到半径为r1 = 93 800 km的轨道，使用霍曼转移需要的Δv为2825.02 + 1308.70 = 4133.72 m/s。然而，因为r1 = 14r0 > 11.94r0，所以使用双椭圆转移可以做得更好。如果航天器先在近地轨道将速度增加3061.04 m/s，让远地点变为r2 = 40r0 = 268 000 km，然后在远地点将速度增加608.825 m/s，使近地点半径变为r1 = 93 800 km ，最后第二个转移轨道的近地点将速度降低447.662 m/s以圆化轨道，那么总的Δv将只有 4117.53 m/s，比霍曼转移方案小了16.19 m/s (0.4%)。
可以通过增加中间轨道的远地点来进一步增加Δv的节省量，但代价是转移时间的进一步延长。当远地点为75.8r0 = 507 688 km （地月距离的 1.3 倍）时，双椭圆转移将比霍曼转移节省 1%Δv，但需要 17 天的时间。当远地点为1757r0 = 11 770 000 km （到月球距离的 30 倍）时，双椭圆转移将比霍曼转移节省2%的Δv，但转移将需要 4.5 年（并且在转移过程中会受到其他太阳系天体的引力影响，相当不切实际）。相比之下，霍曼转移只需要 15 小时 34 分钟。
| 类型             | 类型           | 霍曼转移  | 双椭圆转移 | 双椭圆转移 | 双椭圆转移 | 双椭圆转移 |
| ---------------- | -------------- | --------- | ---------- | ---------- | ---------- | ---------- |
| 远地点 (km)      | 远地点 (km)    | 93 800    | 268 000    | 507 688    | 11 770 000 | ∞          |
| 速度改变量 (m/s) | 1              | ▲ 2825.02 | ▲ 3061.04  | ▲ 3123.62  | ▲ 3191.79  | ▲ 3194.89  |
| 速度改变量 (m/s) | 2              | ▲ 1308.70 | ▲ 608.825  | ▲ 351.836  | ▲ 16.9336  | ━ 0        |
| 速度改变量 (m/s) | 3              | ━ 0       | ▼ 447.662  | ▼ 616.926  | ▼ 842.322  | ▼ 853.870  |
| 总和(m/s)        | 总和(m/s)      | 4133.72   | 4117.53    | 4092.38    | 4051.04    | 4048.76    |
| 与霍曼转移比较   | 与霍曼转移比较 | 100%      | 99.6%      | 99.0%      | 98.0%      | 97.94%     |

- ▲ Δv 表示切向加速
- ▼ Δv 表示切向减速

显然，双椭圆轨道在第一次加速中花费了更多的Δv。这对轨道能量产生了更高的影响，即奥伯特效应，导致了所需Δv的减少。